# Horisme notata
Horisme notata là một loài bướm đêm trong họ Geometridae.